# Archispirostreptus guayrensis
Archispirostreptus guayrensis är en mångfotingart som beskrevs av Filippo Silvestri 1896. Archispirostreptus guayrensis ingår i släktet Archispirostreptus och familjen Spirostreptidae. Inga underarter finns listade i Catalogue of Life.